# حامد البیشی
حامد البیشی (انگلیسی: Hamed Al-Bishi؛ زادهٔ ۳ مارس ۱۹۸۲) دونده دو سرعت اهل عربستان سعودی است.